# Borg in-Nadur
Borġ in-Nadur es un sitio arqueológico ubicado en campos abiertos con vistas a la bahía de San Jorge, cerca de Birżebbuġa, Malta. Está ocupado por un templo megalítico de la fase Tarxien, así como por los restos de un pueblo de la Edad del Bronce que incluye la fortificación más antigua de Malta. El sitio está ubicado cerca de varios surcos y silos de carros de la Edad del Bronce, una villa romana en Ta' Kaċċatura, así como el reducto de San Jorge, que se construyó miles de años después, en 1715-1716.

## Templo megalítico
Se construyó un templo en el área alrededor del 2500 a. C., durante la fase Tarxien de la prehistoria maltesa. La arquitectura muestra una típica planta de cuatro ábsides, aunque el muro formado por megalitos es bastante bajo. La entrada del templo tiene dos megalitos verticales que aún se pueden ver. Un gran nicho cubierto se encuentra cerca de la entrada, pero su piedra angular ahora está rota en tres pedazos.
El templo carece de las decoraciones artísticas asociadas con templos similares de la época, como los templos de Tarxien o Ħaġar Qim. Un pequeño cementerio se encuentra a unos 9 m del templo principal.

## Pueblo de la edad de bronce

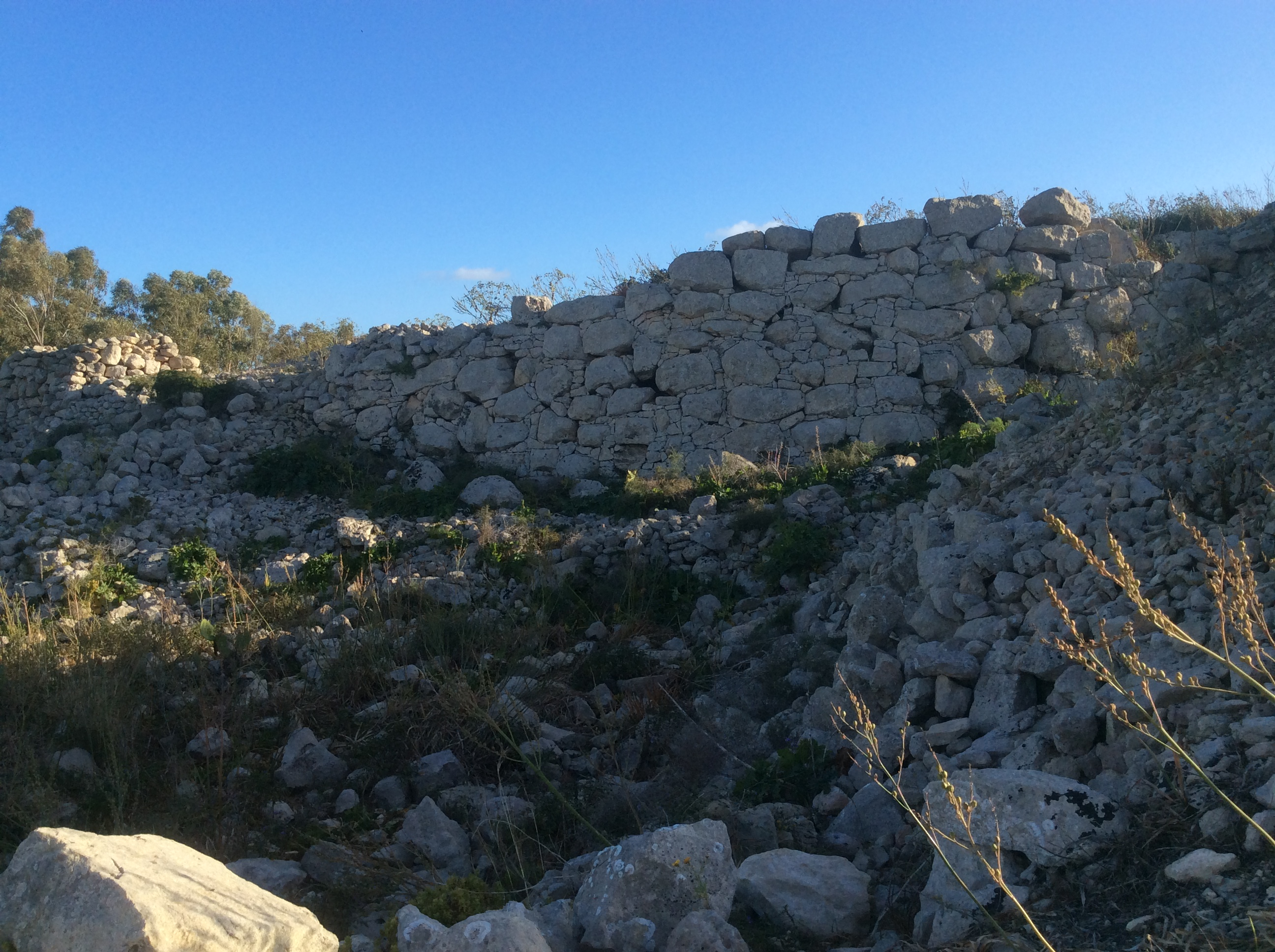
Restos de la fortificación de la Edad del Bronce

En el período de la Edad del Bronce, un pueblo floreciente colonizó el sitio del antiguo templo, así como el área circundante, que desde entonces había sido abandonada. El templo se convirtió en un conjunto de viviendas, y en los alrededores se construyeron varias chozas. Los cimientos de las chozas aún existen, pero hoy no se pueden ver ya que fueron enterrados nuevamente después de ser excavados y estudiados. Se encontraron fragmentos dispersos en una gran área alrededor del templo. Algunos de estos eran de origen micénico, lo que indica que hubo contacto directo o indirecto entre la civilización maltesa y la del Egeo.
Los habitantes fortificaron su asentamiento con un bastión en forma de D de 4,5 m para impedir el acceso al pueblo. El muro se construyó mirando hacia el interior, lo que sugiere que la gente que vivía en el pueblo estaba más preocupada por los ataques desde la tierra que desde el mar. Después de que se excavó el área, el muro no se volvió a enterrar y aún se mantiene en pie. Se cree que es la fortificación más antigua que se conserva en Malta, y es la mejor conservada entre los seis sitios en Malta identificados como asentamientos fortificados en la Edad del Bronce.

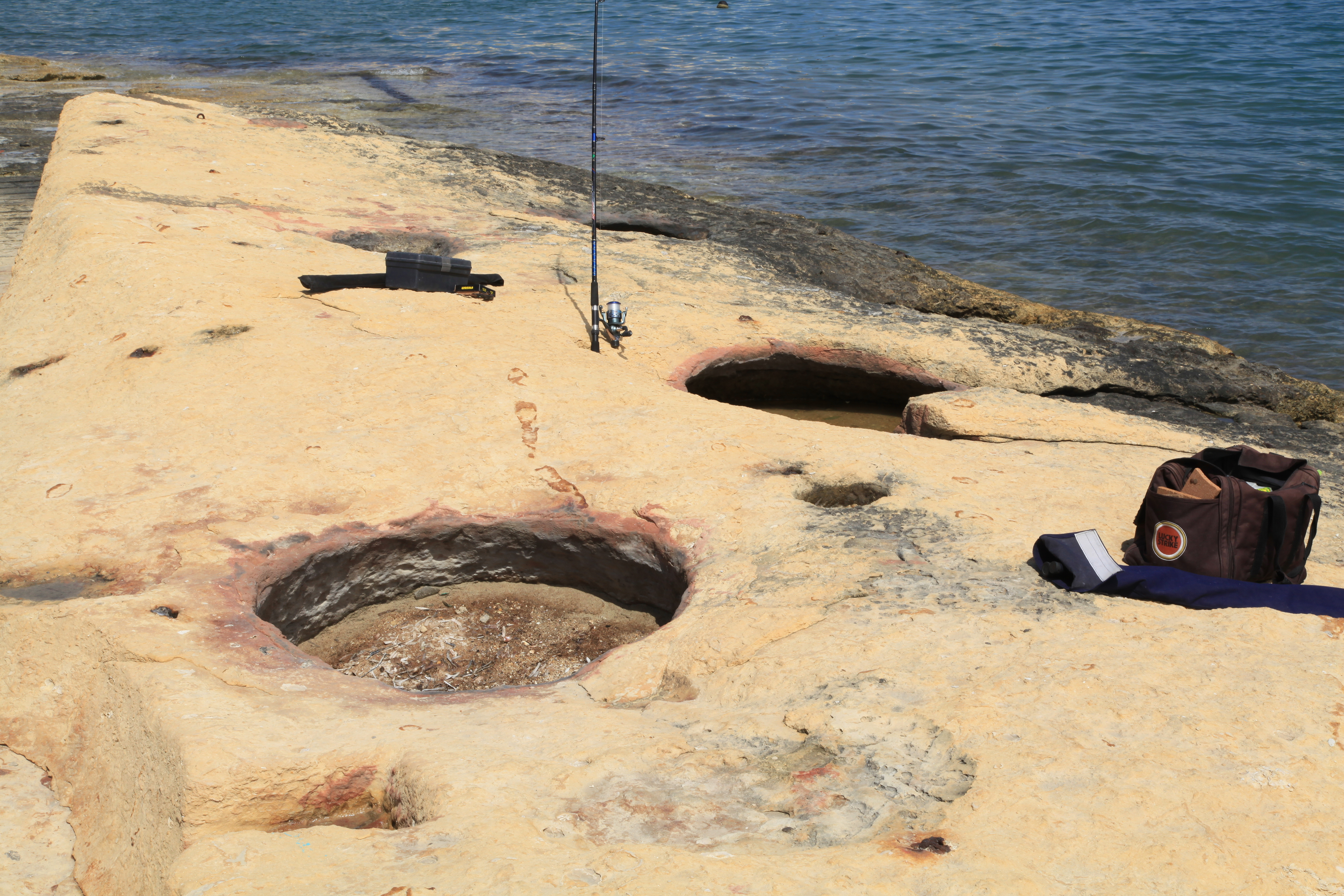
Silos en la bahía de San Jorge, a unos 150 m de Borġ in-Nadur

También se cree que los surcos de carretas y los silos ubicados en el área alrededor de Borġ in-Nadur se remontan a la Edad del Bronce. Se cree que el sitio fue abandonado alrededor del año 500 a. C., cuando Malta cayó bajo el control de los fenicios.

## Excavaciones e historia reciente

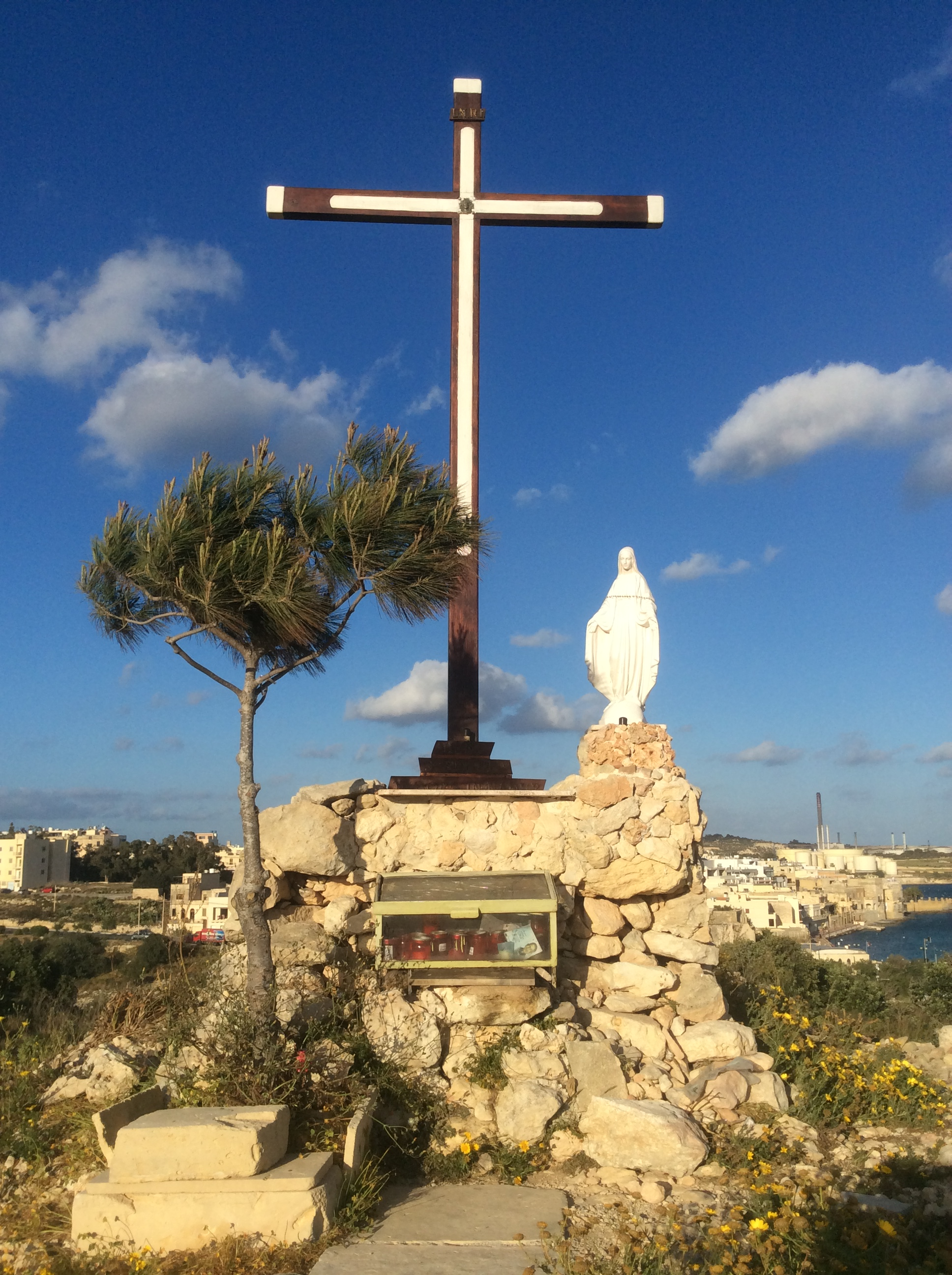
Cruz en la cima de la colina Borġ in-Nadur

El templo fue descubierto en el siglo XVI. El clérigo francés John Quintin notó varios megalitos dispersos y estructuras en ruinas y los identificó como las ruinas de un santuario de Hércules. Las primeras excavaciones tuvieron lugar dos siglos después, cuando Annetto Caruana cavó varias trincheras dentro del complejo del templo y descubrió la fortificación de la Edad del Bronce.
El 31 de mayo de 1920, se destruyeron 32 silos prehistóricos en las cercanías de Borġ in-Nadur para dar paso a una nueva carretera. Otros 41 silos fueron destruidos cuando la carretera fue ampliada posteriormente. A pesar de esto, todavía existen otros silos y se pueden ver en el área alrededor dela bahía de San Jorge. Entre 1922 y 1927, Margaret Murray investigó el área principal del templo. En 1959 se llevaron a cabo más excavaciones de la aldea de la Edad del Bronce, y los cimientos se volvieron a enterrar una vez más después de ser estudiados.
El sitio fue incluido en la Lista de Antigüedades de 1925.
El sitio ahora está cerrado al público y su preservación es responsabilidad de Heritage Malta. Hoy, Borġ in-Nadur no está muy bien conservado y parece un sitio grande, solo ligeramente visible en el suelo.
Desde 2006, un residente local, Angelik Caruana, afirmó haber visto visiones de la Virgen María en Borġ in-Nadur, y se erigió una cruz en la colina para marcar estas apariciones. En 2016, la iglesia concluyó que las apariciones no eran divinas.